# Саут-Хайпойнт (Флорида)
Саут-Хайпойнт (англ. South Highpoint) — статистически обособленная местность, расположенная в округе Пинеллас (штат Флорида, США) с населением в 8839 человек по статистическим данным переписи 2000 года.

## География
По данным Бюро переписи населения США статистически обособленная местность Саут-Хайпойнт имеет общую площадь в 5,7 квадратных километров, водных ресурсов в черте населённого пункта не имеется.
Статистически обособленная местность Саут-Хайпойнт расположена на высоте 4 м над уровнем моря.

## Демография
По данным переписи населения 2000 года в Саут-Хайпойнт проживало 8839 человек, 1386 семей, насчитывалось 2136 домашних хозяйств и 2354 жилых дома. Средняя плотность населения составляла около 1550,7 человек на один квадратный километр. Расовый состав населённого пункта распределился следующим образом: 67,96 % белых, 23,25 % — чёрных или афроамериканцев, 0,43 % — коренных американцев, 3,62 % — азиатов, 0,07 % — выходцев с тихоокеанских островов, 1,75 % — представителей смешанных рас, 2,92 % — других народностей. Испаноговорящие составили 9,27 % от всех жителей статистически обособленной местности.
Из 2136 домашних хозяйств в 37,1 % воспитывали детей в возрасте до 18 лет, 38,7 % представляли собой совместно проживающие супружеские пары, в 19,9 % семей женщины проживали без мужей, 35,1 % не имели семей. 24,7 % от общего числа семей на момент переписи жили самостоятельно, при этом 4,4 % составили одинокие пожилые люди в возрасте 65 лет и старше. Средний размер домашнего хозяйства составил 2,64 человек, а средний размер семьи — 3,13 человек.
Население статистически обособленной местности по возрастному диапазону по данным переписи 2000 года распределилось следующим образом: 20,9 % — жители младше 18 лет, 13,5 % — между 18 и 24 годами, 43,9 % — от 25 до 44 лет, 17,2 % — от 45 до 64 лет и 4,4 % — в возрасте 65 лет и старше. Средний возраст жителей составил 32 года. На каждые 100 женщин в Саут-Хайпойнт приходилось 165,1 мужчин, при этом на каждые сто женщин 18 лет и старше приходилось 181,4 мужчин также старше 18 лет.
Средний доход на одно домашнее хозяйство статистически обособленной местности составил 29 440 долларов США, а средний доход на одну семью — 30 136 долларов. При этом мужчины имели средний доход в 25 000 долларов США в год против 21 230 долларов среднегодового дохода у женщин. Доход на душу населения статистически обособленной местности составил 29 440 долларов в год. 21,4 % от всего числа семей в населённом пункте и 22,2 % от всей численности населения находилось на момент переписи населения за чертой бедности, при этом 34,5 % из них были моложе 18 лет и 21,1 % — в возрасте 65 лет и старше.